# Thomas Beecham
Pour les articles homonymes, voir Beecham.
Sir Thomas Beecham est un chef d'orchestre britannique né le 29 avril 1879 à St Helens, dans le comté de Merseyside au Royaume-Uni, et mort le 8 mars 1961 à Londres.

## Biographie
Thomas Beecham naît à St Helens dans le Lancashire, dans la riche famille des Laboratoires Beecham, fondés par son grand-père, Thomas Beecham (1820-1907). Il étudie à Oxford, apprend la musique en amateur et, grâce à sa fortune, il organise et dirige des concerts symphoniques ou monte des opéras avec des membres du Hallé Orchestra et du Liverpool Philharmonic orchestra. Il a étudié la composition avec Charles Wood à Londres et Moritz Moszkowski à Paris. Pour ce qui est de la direction, Beecham est un pur autodidacte.
Dans la période 1902-1904, il commence sa carrière professionnelle par un engagement au K. Trueman Travelling Opera, une compagnie lyrique. Il fonde ensuite le New Symphony Orchestra of London. En 1909, le Beecham Symphony Orchestra.
En 1910, réalisant son ambition grâce au soutien de son père, il est propulsé directeur du Covent Garden - jusqu'en 1913 - et redonne le prestige à l'institution, créant Les Maîtres Chanteurs, Salomé ou Elektra (et trente-quatre autres opéras pour la seule saison 1910 !), invitant les Ballets Russes (1911), ou les grands chefs de l'époque, comme Pierre Monteux, Richard Strauss ou Furtwängler. Son assistant n'est autre que Bruno Walter.
Il est anobli en 1916 et sera fait membre de l'Ordre des compagnons d'honneur en 1957.

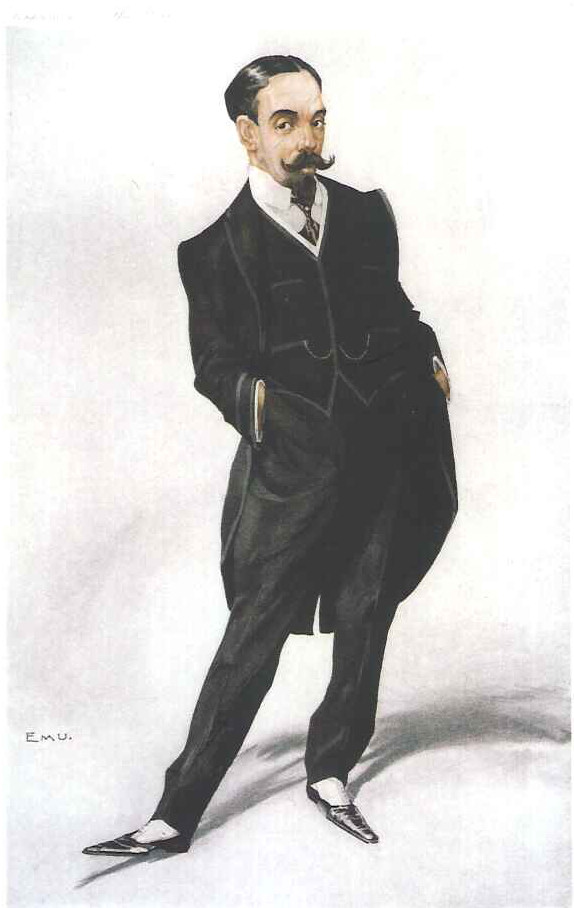
Caricature de Sir Thomas Beecham en 1910.

Avant la fin de la Première Guerre mondiale, il fonde la Beecham Opera Company qui absorbe complètement sa fortune jusqu'à faire faillite en 1920.
Il se produit aux États-Unis en 1928 au Carnegie Hall avec l'orchestre philharmonique de New York. Il y joua entre autres le Concerto pour piano no 1 de Tchaïkovski avec le pianiste Vladimir Horowitz. À partir de l'année suivante, à Londres, il organise un festival consacré à l'œuvre de Delius, en même temps qu'une fondation pour l'édition des partitions et des publications phonographiques.
En 1932, il fonde le London Philharmonic Orchestra et jusqu'en 1939, occupe la direction au Covent Garden.
En 1936, il effectue une tournée en Allemagne qui fut très controversée, où il dut par exemple retirer du programme la Symphonie écossaise de Mendelssohn, né juif. Beecham a ensuite refusé d'autres invitations pour donner des concerts en Allemagne. Il a cependant enregistré La Flûte enchantée à Berlin en 1937 et 1938. Le 16 mars 1937, il donne un concert à l'opéra Garnier avec Berlioz et Haydn au programme (Thérèse et Léon Blum sont présents).
Pendant la Deuxième guerre mondiale, il quitte le Royaume-Uni de 1940 à 1944 et se produit en tournée en Australie, au Canada, à Seattle, où il est directeur musical de 1941 à 1943 et à New York ensuite. Il produit surtout le répertoire français : Carmen, Louise (avec Grace Moore), Manon, Faust, Mignon et Les contes d'Hoffmann … et dirige non moins de dix-huit orchestres américains pendant la période.
Après guerre, en 1946, il refuse de devenir chef salarié du London Philharmonic Orchestra et fonde le Royal Philharmonic Orchestra qu'il dirigera jusqu'en 1961.
L'homme était doué d'un humour légendaire, dont il reste quelques bons mots. Il aurait ainsi dit ou écrit : « Les Anglais aiment beaucoup la musique, ils aiment beaucoup le bruit qu’elle fait » (Pierre Assouline dixit sur France Culture). Selon d'autres sources : « Les Britanniques n'aiment peut-être pas la musique mais ils adorent le bruit qu'elle fait ». Également : « Il y a deux règles d'or pour un orchestre : commencer ensemble et finir ensemble ; le public se fiche de ce qui se passe entre les deux » (« There are two golden rules for an orchestra: start together and finish together. The public doesn't give a damn what goes on in between »).
Personnalité scintillante et autoritaire, il a été le premier de la grande lignée de chefs d'orchestre anglais (Boult, Barbirolli, Marriner, Davis, Gardiner, Rattle...). Il est aujourd'hui surtout apprécié pour ses lectures claires et dynamiques de Wolfgang Amadeus Mozart, Joseph Haydn, Hector Berlioz et Mili Balakirev, mais il était aussi un champion de la musique française (Berlioz, Bizet...), de Jean Sibelius et d'Ethel Smyth. Sa version réorchestrée du Messie de Georg Friedrich Haendel, aujourd'hui anachronique, témoigne elle aussi de sa vigueur légendaire.

## Discographie sélective
- Prokofiev, Concerto pour violon no 1 avec Joseph Szigeti (1935)
- Berlioz, Les Troyens op. 29, Marisa Ferrer, Cassandre/Didon, Jean Giraudeau, Énée, Charles Gambon, Chorèbe/Narbal, BBC Theatre Chorus, Royal Philharmonic Orchestra. Premier enregistrement mondial (en public 1947).
- Berlioz, Grande ouverture du roi Lear, Royal Philarmonic orchestra (1947)
- Gounod, Faust (1948)
- Berlioz, Harold en Italie avec William Primrose (1951)
- Berlioz, Te Deum (1953-54)
- Berlioz, ouvertures (1954)
- Sibelius, Symphonie no 7 (1954)
- Sibelius, Tapiola (1955)
- Liszt, Eine Faust-Symphonie (1958)
- Berlioz, Grande messe des morts (1959)
- Bizet, Carmen
- Haendel, Solomon
- Haendel, Complete Oboe Concertos
- Haendel, Complete Organ Concertos

## Écrits
- A Mingled Chime, autobiographie, 1944
- F. Delius, 1959

## Décorations
- Chevalier de la Légion d'honneur[Quand ?]